# Chiho Saitō
Chiho Saitō (さいとうちほ?, Saitō Chiho; Tokyo, 29 giugno 1967) è una fumettista giapponese.
Debutta nel 1982 con Ken to madomoaseru ("La spada e la fanciulla") pubblicato dalla casa editrice Shōgakukan, con cui ancora oggi lavora. 
Fa parte del collettivo di autori noto come Be-Papas.

## Stile

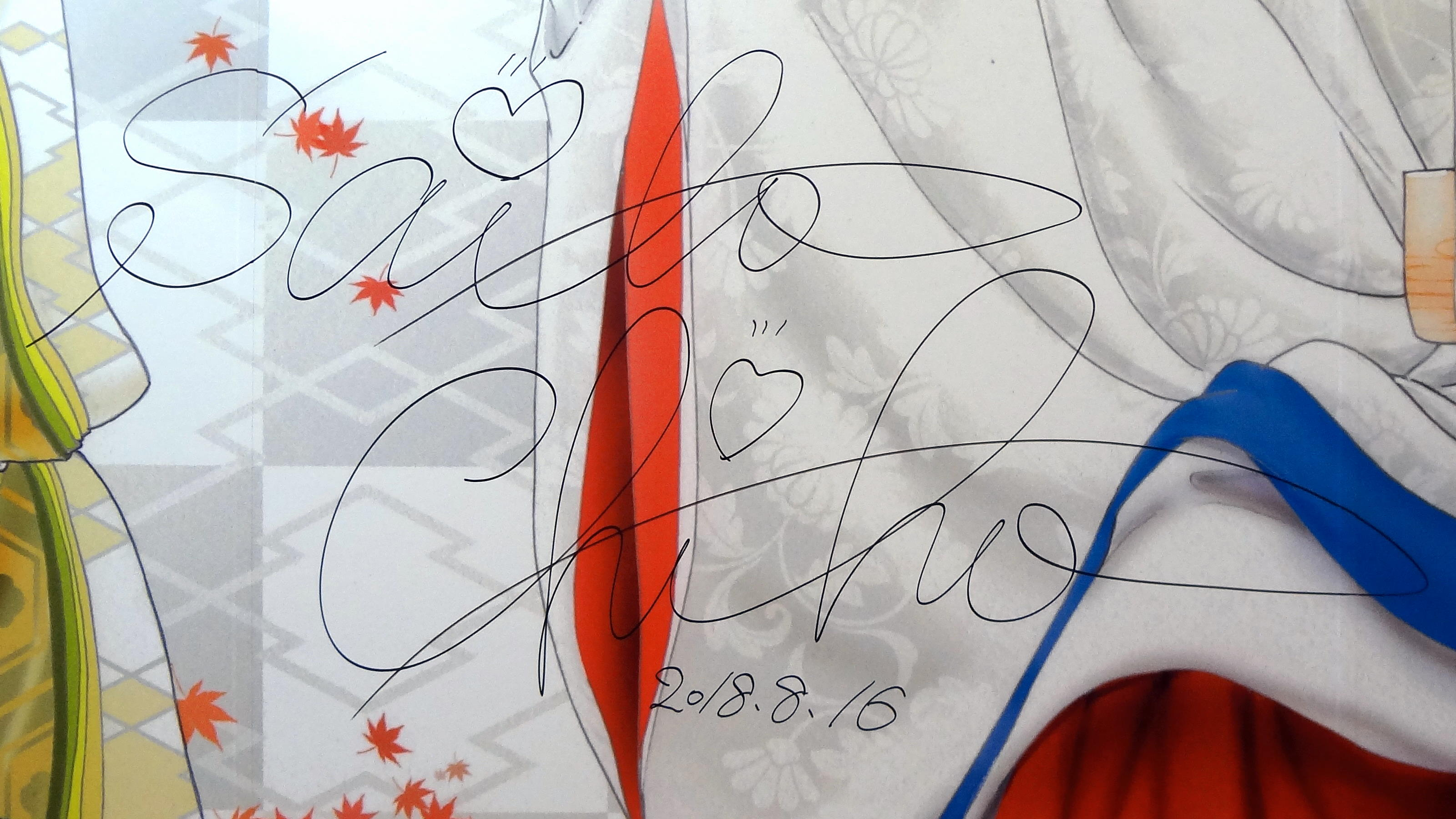
La firma di Chiho Saitō

Saitō ha iniziato la sua carriera prendendo come ispirazione le opere di Ryoko Ikeda, autrice di Lady Oscar. Saitō è anche fan della compagnia teatrale Takarazuka.
Le sceneggiature di Saitō raccontano di travagliati intrecci amorosi. L'avventura è uno degli elementi dell'intreccio, e non mancano elementi di mistero con una buona dose di sovrannaturale. Spesso le sue opere sono ambientate in epoche passate.
Il suo stile di disegno presenta personaggi esili e slanciati con gli occhi grandi tipici degli shōjo manga. 
Durante la sua carriera, Saitō pubblica molte opere brevi. È soprattutto negli anni novanta che alcune opere raggiungono maggiore fama in Giappone e all'estero. 

## Opere
- Honoka ni purple (1985-1987)
- Koi monogatari (1985-2002): serie di 14 volumi di storie brevi, pubblicati in italiano nella collana 'Chiho Saito presenta' di Star Comics:
  - Semi di rosa
  - Ricordo di una notte
  - Mosaico d'oro
  - L'uovo di Cupido
  - Nel giardino di Shangri-la
  - La principessa dell'alba
  - La musa
  - Serenata di tuberose
  - Segreto d'estate
  - Cesare Borgia
  - Notte senza stelle
  - Un americano a Parigi
  - Il mistero di Cupido
  - Un bacio in Paradiso
- Koibitotachi no basho (1986)
- Aoringo meikyū (1986)
- Hoshi o tsumu donna (1987) con storia di Mizue Sawa.
- Tenshi no tattoo (1989)
- Valzer in bianco (1990)
- Marionette (1991-1993)
- Notturno di lillà (1992)
- Valzer delle magnolie (1992)
- La Madonna della Ghirlanda
- Basilis no musume
- Kanon
- Utena la fillette révolutionnaire
- Lady Masquerade
- First Girl
- Anastasia Club
- World of the S&M
- Bronze no tenshi (ブロンズの天使?)
- Ice Forest (アイスフォレスト?, Aisu Foresuto)
- Valmont, le relazioni pericolose